# Kruhłe (sielsowiet Ilia)
Kruhłe – dawny zaścianek. Tereny, na których był położony leżą obecnie na Białorusi, w obwodzie mińskim, w rejonie wilejskim, w sielsowiecie Ilia.

## Historia
W czasach zaborów zaścianek w powiecie wilejskim, w guberni wileńskiej Imperium Rosyjskiego.
W latach 1921–1945 zaścianek leżał w Polsce, w województwie wileńskim, w powiecie wilejskim, w gminie Olkowicze, od 1 stycznia 1926 w gminie Ilia.
Według Powszechnego Spisu Ludności z 1921 roku zamieszkiwało tu 112 osób, 50 było wyznania rzymskokatolickiego, 31 prawosławnego a 51 mojżeszowego. Jednocześnie 53 mieszkańców zadeklarowało polską, 28 białoruską a 51 żydowską przynależność narodową. Było tu 20 budynków mieszkalnych. W 1931 w 5 domach zamieszkiwało 23 osoby.
Wierni należeli do parafii rzymskokatolickiej w Olkowiczach. Miejscowość podlegała pod Sąd Grodzki w Ilii i Okręgowy w Wilnie; właściwy urząd pocztowy mieścił się w Olkowiczach.
W wyniku napaści ZSRR na Polskę we wrześniu 1939 miejscowość znalazła się pod okupacją sowiecką. 2 listopada została włączona do Białoruskiej SRR. Od czerwca 1941 roku pod okupacją niemiecką. W 1944 miejscowość została ponownie zajęta przez wojska sowieckie i włączona do Białoruskiej SRR.